# Verticille
Pour les articles homonymes, voir Verticille (homonymie).

Disposition spiralée et verticillée des organes végétatifs ou floraux, selon les règles de phyllotaxie.

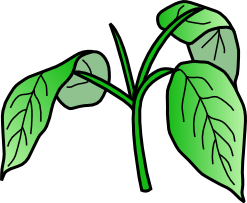
Verticille de feuilles.

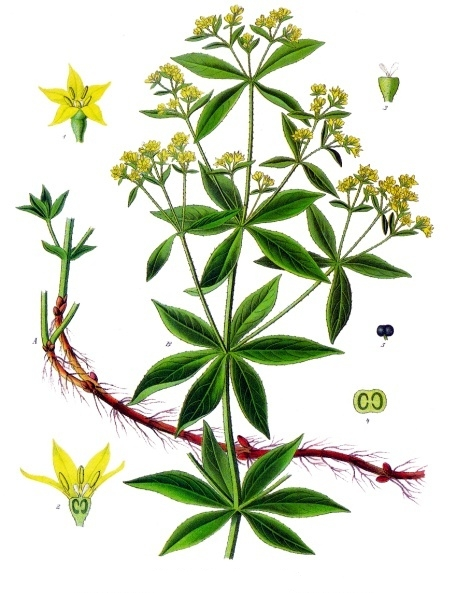
Exemple de feuilles en verticille chez la garance des teinturiers (Rubia tinctoria).

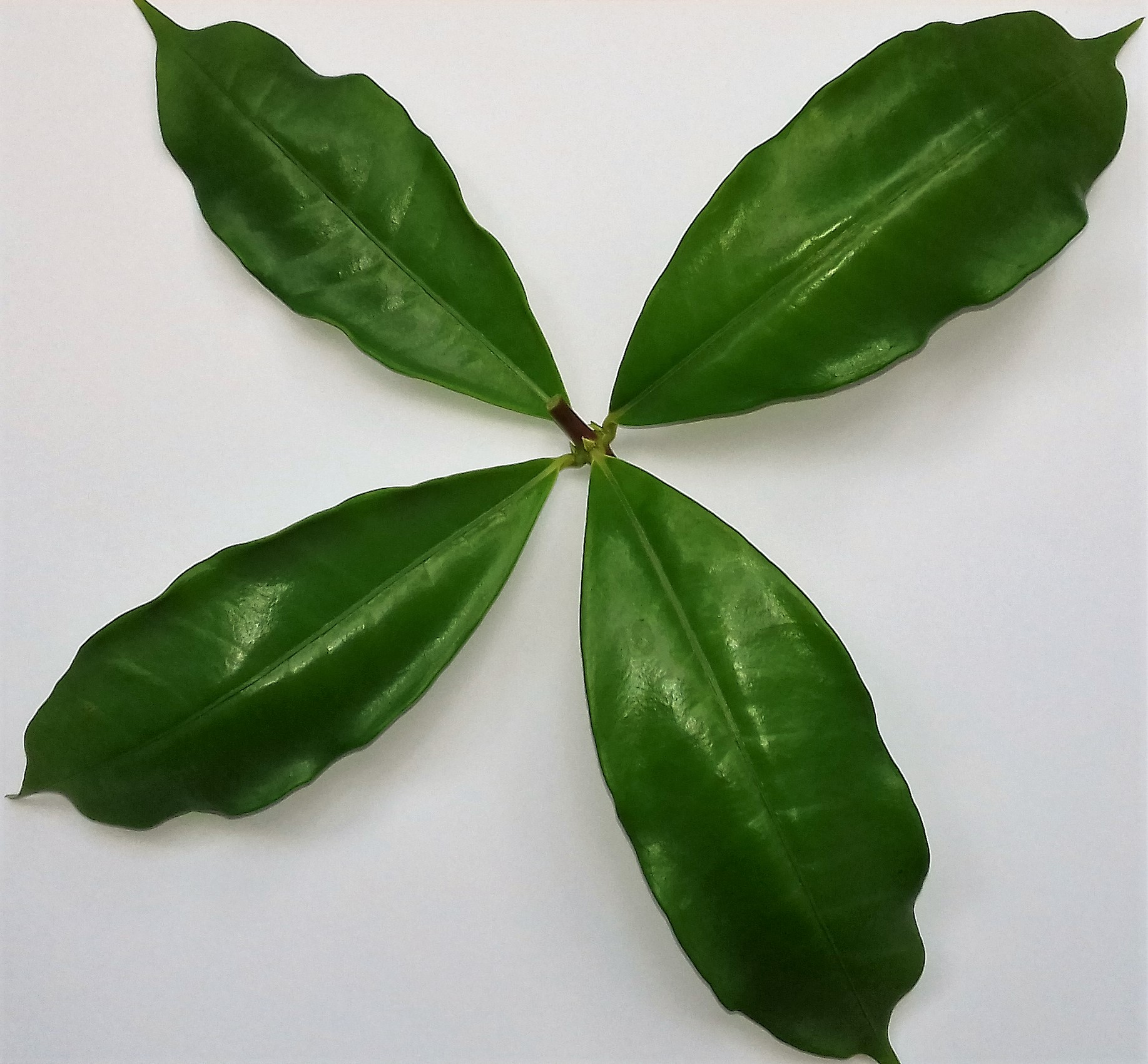
Feuilles verticillées d'Allamanda cathartica. Les feuilles sont réparties axialement autour du rameau.

Les organes d'une plante sont dits en verticille ou verticillés, lorsqu'ils sont insérés au même niveau, par groupe de trois unités au minimum, en cercle autour d'un axe (tige ou rameau).
Les organes peuvent à l'inverse être alternes, opposés, décussés, distiques ou en rosette.

## Verticilles rameux
- la prêle des champs possède des rameaux grêles disposés en verticille sur ses tiges stériles vertes (au niveau des nœuds).

## Verticilles foliaires
Dans le cas des feuilles, elles sont insérées sur le nœud :
- l'aspérule odorante a des feuilles et des stipules verticillées ;
- l'algue Chara a des phyllidies verticillées.

## Verticilles floraux
Pour la fleur, le verticille est souvent considéré comme une acquisition secondaire susceptible de stabiliser le nombre des pièces florales. Ces pièces sont en effet des feuilles modifiées qui étaient primitivement à phyllotaxie spiralée, à la manière des écailles sur une pomme de pin ou des carpelles d'un magnolia. La spirale s'est ensuite « découpée » en plusieurs verticilles de trois pièces, puis des modifications ont amené à un verticille composé le plus souvent de trois à cinq pièces florales. Les familles des renonculacées et des polygonacées nous renseignent sur cette évolution par enchaînement. Le caractère plésiomorphe de la disposition spiralée des organes floraux (par rapport à la disposition verticillée) reste cependant débattu. Par la méthode phylogénétique de la reconstitution des états ancestraux, des chercheurs ont fait en 2017 le portrait-robot du plus ancien ancêtre commun de toutes les fleurs, il y a 140 millions d'années, qui s'avère être une fleur hermaphrodite dont la majorité des pièces florales sont insérées en verticille à disposition trimère, ce qui contredit la théorie euanthe du botaniste américain Charles Edwin Bessey qui suggère que les Angiospermes sont monophylétiques, dérivant d'une fleur primitive de type Magnolia dont les pièces florales s'insèrent de façon spiralée.
Au niveau de l'appareil reproducteur des végétaux, la tendance évolutive va vers la cyclisation des pièces florales : passage de fleurs acycliques dont les nombreuses pièces sont insérées sur des hélices foliaires, à des fleurs hémicycliques (sépales et pétales insérés sur des verticilles, étamines et carpelles sur une hélice) et chez les plus évoluées, à des fleurs cycliques (peu de pièces, toutes insérées sur des verticilles).
Voici la dénomination des verticilles floraux :
- le calice, formé de sépales (verticille calicinal) ;
- la corolle, formée de pétales (verticille corollin) ;
- l'androcée, formé d'étamines (verticille staminal) ;
- le gynécée, formé de carpelles souvent réunis en pistil (verticille ovarien).

Le périanthe homochlamyde présente deux verticilles semblables alors que dans le périanthe hétérochlamyde, le verticille calicinal se différencie bien du verticille corollin.